# Guy Swennen
Pour les articles homonymes, voir Swennen.
Guy Swennen, né le 30 juillet 1956 à Eigenbilzen est un homme politique belge flamand, membre du Sp.a.
Il est licencié en droit (VUB) et avocat.
Il est officier de l’Ordre de Léopold (2007)

## Fonctions politiques
- 1983-1985 et
- 1995-     : conseiller communal à Bilzen
- 1983-1985 et
- 1995-     : échevin à Bilzen
- 1985-1991 : conseiller provincial province de Limbourg
- 1985-1991 : député permanent province de Limbourg
- 1991-1995 : membre de la Chambre des représentants
- 1992-2003 : membre du Conseil flamand
- 2003-2007 : membre de la Chambre des représentants
- 2007-2014 : sénateur coopté